# Etmopterus compagnoi
Etmopterus compagnoi är en hajart som beskrevs av Hans W. Fricke och Koch 1990. Etmopterus compagnoi ingår i släktet Etmopterus och familjen lanternhajar. Inga underarter finns listade i Catalogue of Life.